# Sœurs de Saint Joseph de Saint-Hyacinthe
Les Sœurs de Saint Joseph de Saint-Hyacinthe sont une congrégation religieuse féminine enseignante de droit pontifical. 

## Histoire

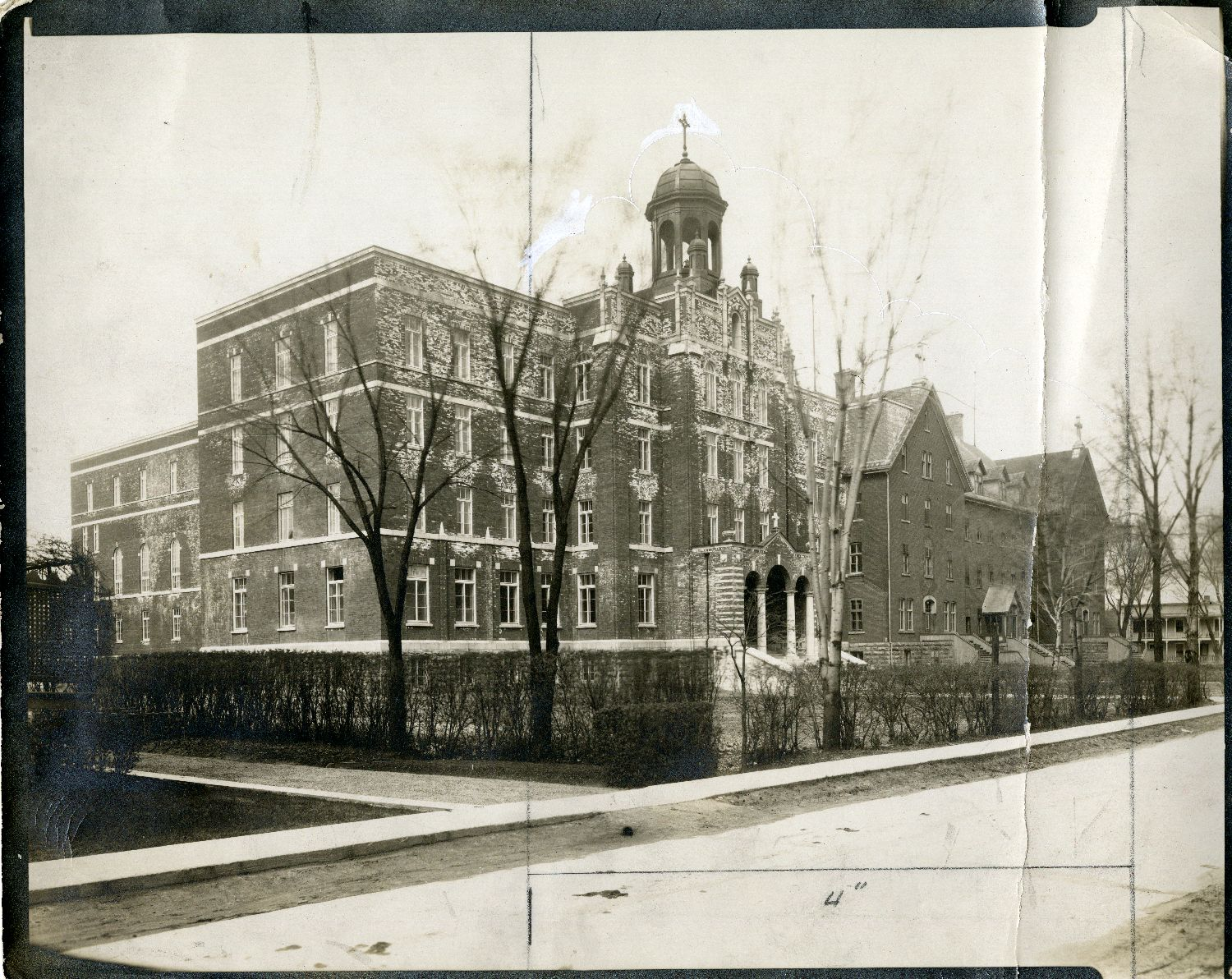
La maison mère à Saint-Hyacinthe en 1930

La congrégation est fondée le 12 septembre 1877 à La Providence (municipalité qui fusionne en 1976 avec Saint-Hyacinthe) par le bienheureux Louis-Zéphirin Moreau (1824-1901), évêque du diocèse de Saint-Hyacinthe, et la vénérable Élisabeth Bergeron,. 
Au cours des années 1880, les sœurs établissent leur maison mère à Saint-Hyacinthe. Au XXe siècle, elles établissent des maisons dans l'ouest canadien (1901), en Nouvelle-Angleterre (1926), au Lesotho (1938), au Brésil (1958), au Sénégal (1970), en Haïti (1990) et au Tchad (1994). L'institut reçoit le décret de louange le 7 décembre 1953 et ses constitutions sont définitivement approuvées par le Saint-Siège le 19 mars 1962.

## Activités et diffusion
Les sœurs se consacrent essentiellement à l'enseignement des enfants dans les écoles primaires.
Elles sont présentes en:
- Amérique : Canada, Brésil, États-Unis, Haïti.
- Afrique : Lesotho, Sénégal, Tchad.

La maison-mère est à Saint-Hyacinthe.
En 2017, la congrégation comptait 249 sœurs dans 20 maisons.